# Acalypha triloba
Acalypha triloba är en törelväxtart som beskrevs av Johannes Müller Argoviensis. Acalypha triloba ingår i släktet akalyfor, och familjen törelväxter. Inga underarter finns listade i Catalogue of Life.